# 郁子匠
郁子 匠（うべ たくみ、1977年 - ）は、元はアマチュアバイクレーサーとして活動していた、日本の小説家である。

## 概要
1977年に東京の日本橋で生まれる。
2008年には、自身の経験をもとに著した第6回ジャイブ小説大賞での投稿作品「レーシング・ドリーマーズ」が入選を果たし、後に同作品を2010年に『レーシング少女』に改題してポプラ文庫ピュアフル（ポプラ社）より出版している。
同氏は2017年に『天竜川高校竜競部!』を、2019年には『天竜川高校竜競部!: 友情リレーションズ』をそれぞれマイクロマガジン社より出版している。
2018年には『レーシングデイズ』をマイクロマガジン社文庫（マイクロマガジン社）より出版している。

## 書籍化作品
- レーシング少女（2010年）
- 天竜川高校竜競部!（2017年）
- レーシングデイズ（2018年）
- 天竜川高校竜競部!: 友情リレーションズ（2019年）